# Alta Valtellina
L'Alta Valtellina è una suddivisione geografica della Valtellina che comprende i territori dei comuni posti a nord-est di questa e compresi nella Comunità montana Alta Valtellina (Bormio, Livigno, Sondalo, Valdidentro, Valdisotto e Valfurva), ma tradizionalmente vengono inseriti in quest'area anche le località poste tra Tirano e Sondalo (Sernio, Lovero, Tovo di Sant'Agata, Vervio, Mazzo di Valtellina, Grosotto e Grosio): si tratta in media dell'area più montana della Valtellina, assieme alla vicina Valmalenco, ovvero quella con i comuni montani più elevati in altitudine, nonché importanti luoghi turistici estivi e invernali, sedi in alcuni casi di stazioni sciistiche.

## Geografia fisica

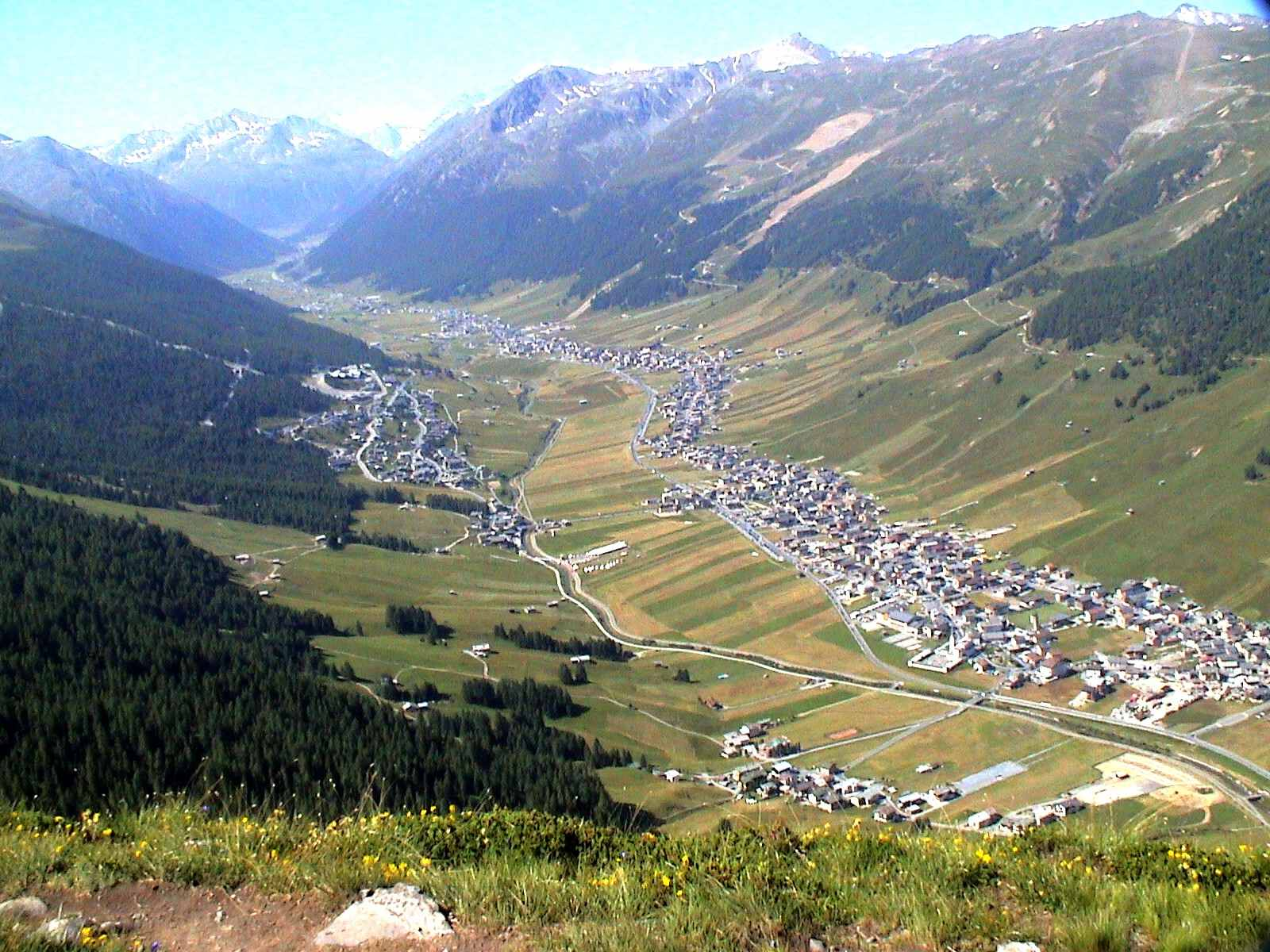
Val di Livigno

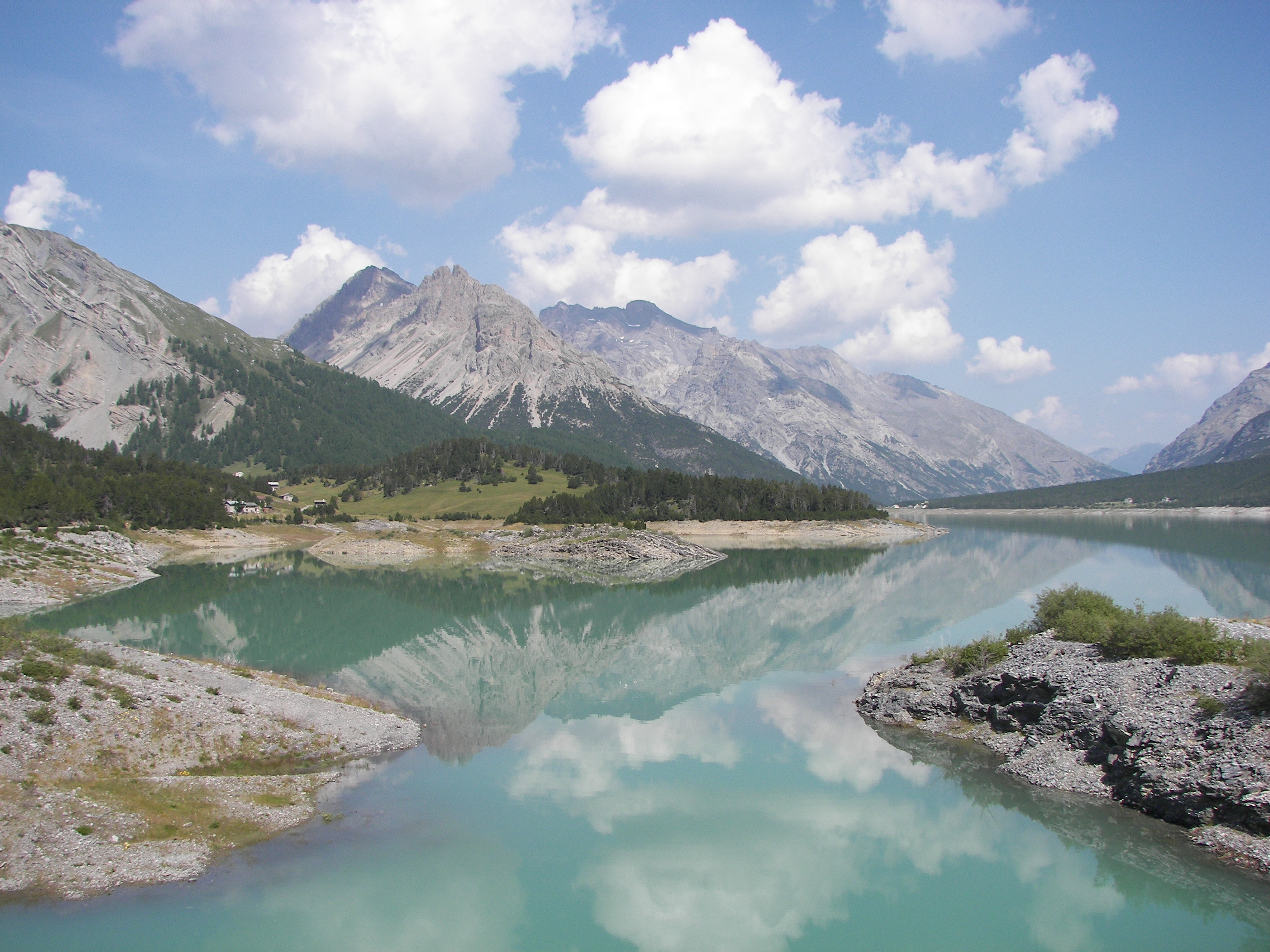
Valle di Fraele e Laghi di Cancano

### Geomorfologia
Confina a est direttamente con il Trentino-Alto Adige (provincia di Bolzano - Alta Val Venosta) e a nord con la Svizzera (Canton Grigioni - Val Monastero e Engadina), contornata da sottosezioni delle Alpi Retiche occidentali (Alpi dell'Ortles a est, Alpi della Val Müstair a nord, Alpi di Livigno a nord-ovest e le Alpi del Bernina a ovest), solcata dall'alto corso del fiume Adda con i suoi torrenti affluenti.

### Valli laterali
Altre valli minori sono la Valle del Braulio, la Val di Gavia, la Val di Livigno, la Valfurva e la Valle di Fraele.

### Valichi alpini
È delimitata da importanti valichi alpini come il Passo Gavia, il Passo dello Stelvio, il Passo dell'Umbrail, il Passo del Foscagno, la Forcola di Livigno e il Passo dell'Eira.

### Idrografia
Attraversata dal fiume Adda che qui ha origine e dai suoi torrenti affluenti, i principali specchi d'acqua sono i Laghi di Cancano e il Lago di Livigno.

## Galleria d'immagini

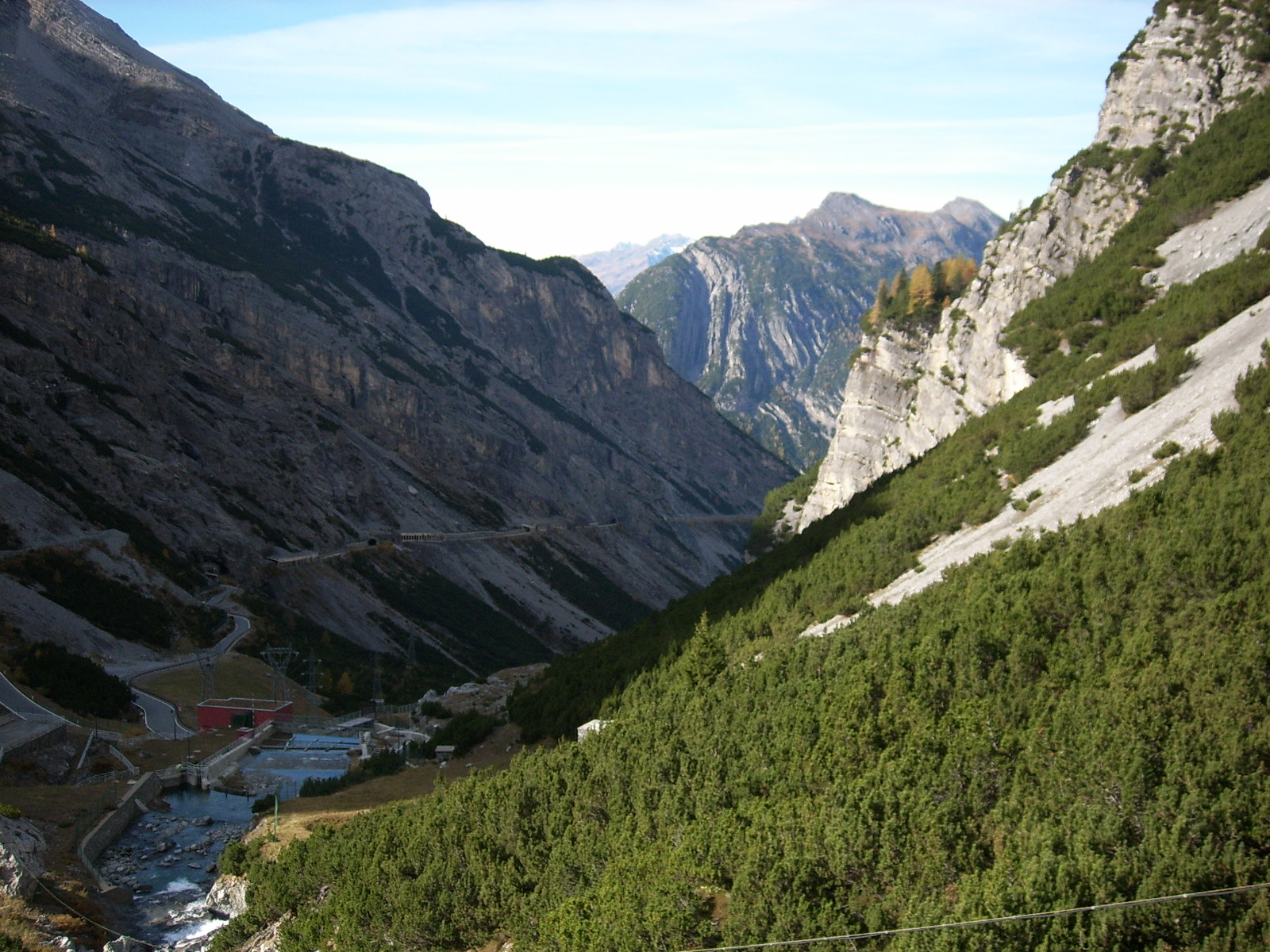
Valle del Braulio
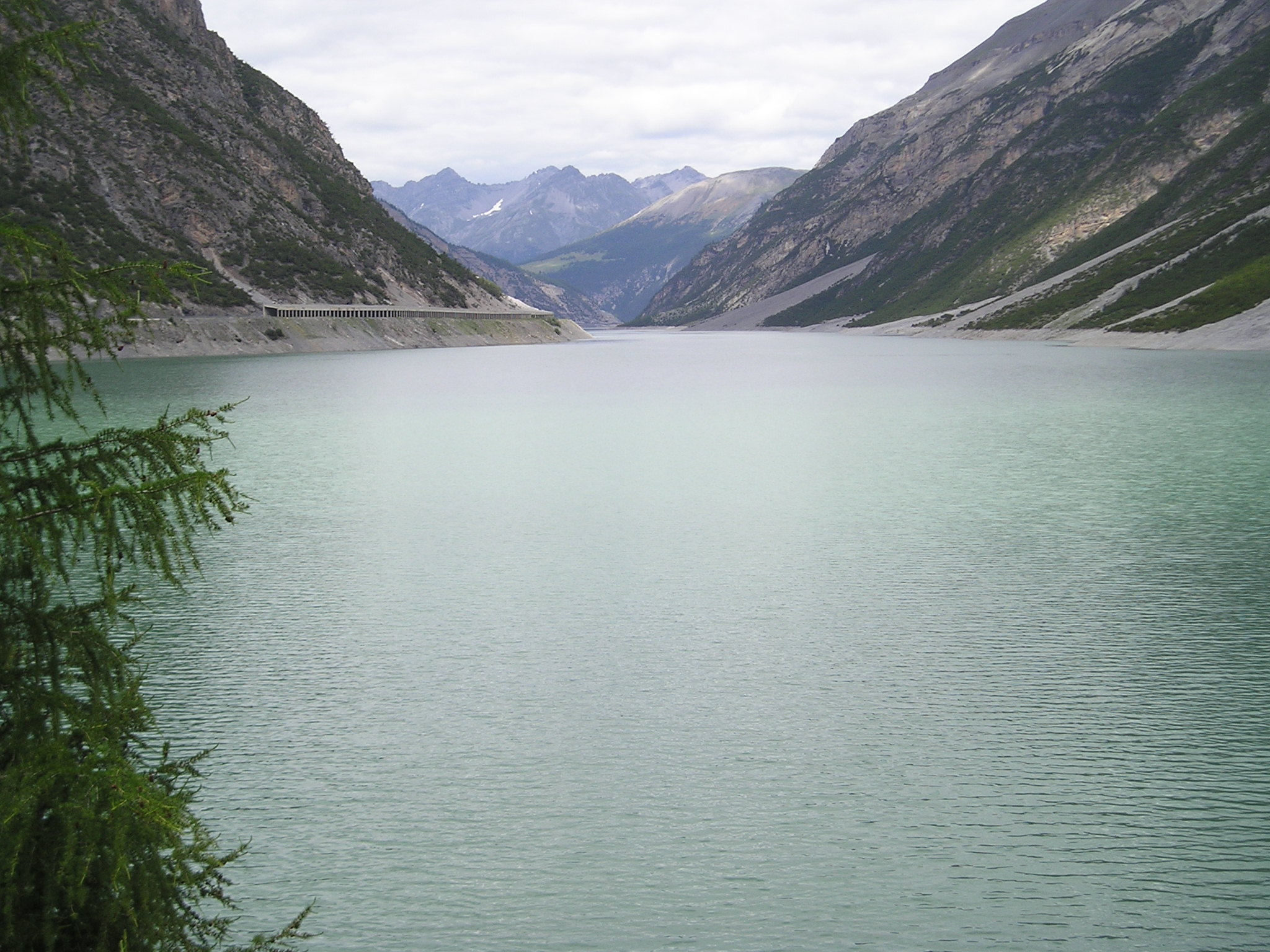
Lago di Livigno
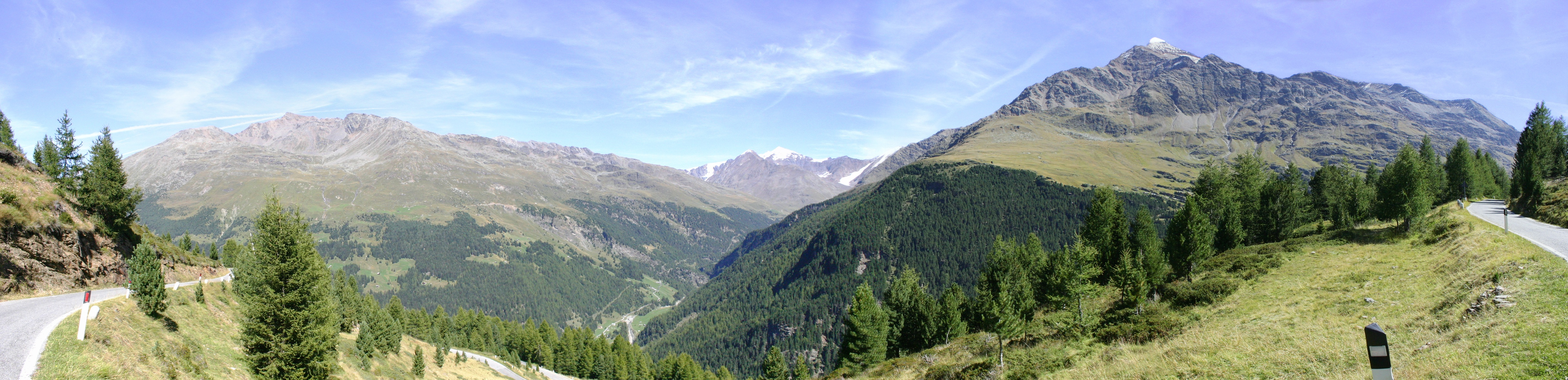
Val di Gavia dalla strada per il Passo Gavia
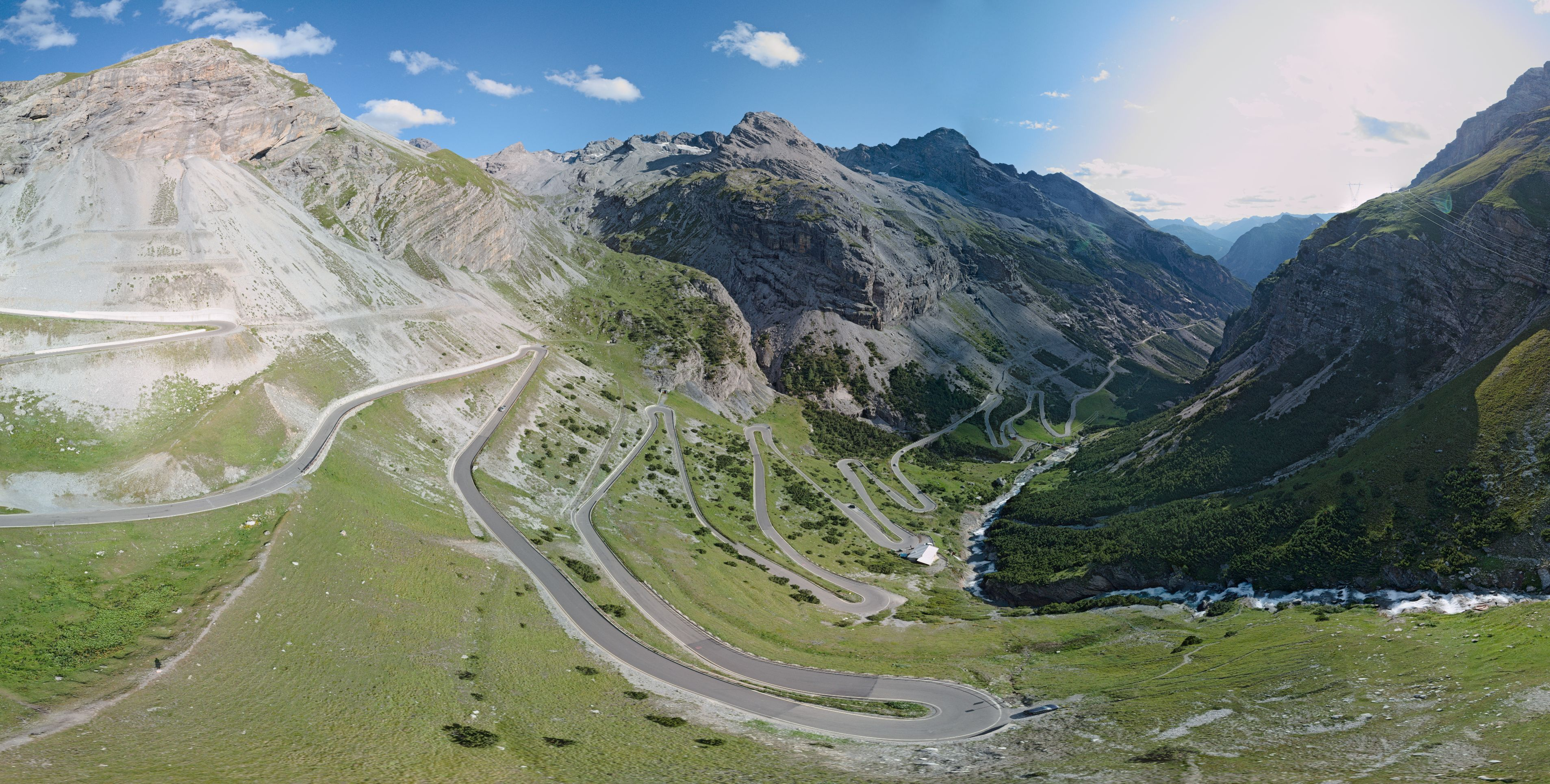
Passo dello Stelvio